# Victor Lustig
Victor Lustig (4 tháng 1 năm 1890 – 11 tháng 3 năm 1947) là một tội phạm người Séc. Trong rất nhiều vụ lừa đảo của Lustig, có vụ bán tháp Eiffel vào năm 1925. Vụ việc đem lại cho Lustig mệnh danh "Người đàn ông bán tháp Eiffel".
Victor Lustig sinh năm 1890 tại Bohemia, khi đó thuộc Đế quốc Áo-Hung. Khi tốt nghiệp phổ thông Lustig đã thông thạo 5 thứ tiếng: Séc, Anh, Pháp, Đức, Ý. Sau một thời gian lang thang khắp châu Âu, Lustig quyết định định cư tại Paris. Tại đây Lustig học cưỡi ngựa, trở thành tay đua chuyên nghiệp, chơi cá cược và có được một cuộc sống khá sung túc. Trong thập niên 1920, Lustig thường du lịch đến Mỹ và chỉ trong vài năm đã lừa đảo được hàng trăm ngàn đô la từ các ngân hàng và doanh nhân ở đây.
Vào tháng 5 năm 1925, khi trở về Paris, Victor Lustig tình cờ đọc được tin tháp Eiffel sẽ được sửa chữa hoặc bị phá bỏ. Lustig quyết định lợi dụng việc này để lừa đảo. Cùng với Dan Collins, biệt danh "Dapper Dan", Victor Lustig chuẩn bị các giấy tờ giả và mời 6 nhà tư bản ngành luyện kim đến khách sạn sang trọng Crillon trên quảng trường Concorde để bàn bạc về số phận tháp Eiffel. Trong vai Thứ trưởng Bộ Bưu điện Pháp, Victor Lustig nói với các nhà tư bản rằng do chi phí sửa chữa tháp quá cao, chính phủ phải quyết định bán tháp Eiffel cho các nhà luyện kim thông qua một cuộc đấu giá kín. Lý do phải làm như vậy là để tránh những người yêu mến tháp Eiffel phản đối.
Tổng khối lượng tháp Eiffel nặng gần 10 ngàn tấn, trong đó có 7,3 ngàn tấn thép. Giá khởi điểm mà "đại diện chính phủ" đưa ra rất thấp so với giá ngoài thị trường. Để giành được quyền tháo dỡ, triệu phú Andre Poisson đưa cho Lustig tấm séc trị giá 50 ngàn đô la. Đúng ngày đã định, Andre Poisson dẫn đội tháo dỡ đến chân tháp Eiffel. Xô xát xảy ra nhưng mọi chuyện sau đó được giải quyết rõ ràng. Khi đó Andre Poisson mới biết mình bị mất 50 ngàn đô la.
Sau khi đã rút tiền từ tấm séc, Victor Lustig và Dan Collins trốn sang Áo. Một thời gian sau, cả hai cùng quay lại Paris với ý định tìm những nhà buôn sắt vụn khác. Nhưng vì cảnh sát theo dõi nên Victor Lustig cùng Dan Collins chạy sang New York.
Vào cuối những năm 1920 Lustig tiếp tục thực hiện các vụ lừa đảo tại New York và Chicago. Trong số nạn nhân có cả gangster nổi tiếng Al Capone. Cuối thập niên 1930, Victor Lustig trở lại Paris, một lần nữa lừa bán tháp Eiffel và tiếp tục thành công, thu được 75 ngàn đô la tiền mặt. Cho tới năm 1935, Lustig mới bị bắt ở Mĩ vì tội làm tiền giả. Chịu mức án 15 năm, Lustig còn bị thêm 5 năm vì tội trốn tù.
Năm 1947, Victor Lustig chết tại nhà tù Alcatraz ở California vì bệnh viêm phổi. Vụ lừa đảo của Lustig được ghi lại trong cuốn sách The Man Who Sold the Eiffel Tower (Người đàn ông bán tháp Eiffel) của James F. Johnson và Floyd Miller, nhà xuất bản Doubleday phát hành năm 1961. Năm 1964, Claude Chabrol thực hiện bộ phim dựa trên câu chuyện này với tựa đề Les Plus Belles Escroqueries du monde (Cú lừa đẹp nhất thế giới).